# Maja (roman av Anni Blomqvist)
Maja är en roman skriven av Anni Blomqvist och den utkom år 1970. Det är del tre av fem i romansviten om Stormskärs Maja som berättar om det hårda livet i Ålands skärgård under mitten av 1800-talet.

## Karaktärerna
- Maria ”Maja” Mikelsdotter
- Johan ”Janne” Eriksson – Majas make
- Maria – Majas och Jannes dotter
- August – Majas och Jannes son
- Mikael – Majas och Jannes son
- Sigfrid – Majas och Jannes son
- Hindrik – Majas och Jannes son
- Gabriel – Majas och Jannes son
- Sara Lisa – Majas mor
- Mickel – Majas far
- Karl ”Kalle” – Majas bror
- Vallborg – Kvinna som bor i Östergårds